# タカ派
タカ派（タカは、英語：War Hawk, hawk, bellicist）とは、政治思想の傾向の分類であり、好戦的で戦争など武力を辞さない姿勢を持つ集団や人物を指す政治用語である。強硬派（きょうこうは、Hard liner）ともいう。対義語はハト派である。また金融用語でも「タカ派」が使用される。
鷹が猛禽類であることから、その持つ雰囲気や習性などを政治的傾向の分類にも使用したことが語源である。

## 概要
政治学や国際政治では、軍事力増強や行使に肯定的であったり、軍備拡張に熱心な人物がタカ派に分類される。党派だけでなく、その党派に所属する議員や、シンパの政治評論家、学者などもタカ派に分類されることがある。日本の政治においては、特定の政党や派閥で分類されることもあるが、基本的にどの政党や派閥にもタカ派とハト派の議員が存在している。ハト派・タカ派の区分は、マスメディアや学者・評論家によって区分が曖昧で、毀誉褒貶も考えられる。例を挙げると、総理経験者である安倍晋三は、中国や韓国に対する発言からタカ派とされることが多いが、当の中国の外交専門家は、安倍を「強硬派という言葉ではくくれない現実主義者であった」と評価しており、同じくタカ派とされる事の多い弁護士・元大阪府知事の橋下徹も、2022年から始まったロシアによるウクライナ侵攻では逆にハト派とされるマスメディアのタカ派的姿勢を非難している。
一方、金融用語のおけるタカ派は、金融引き締めを重視し、金利を上げることに積極的な財政担当者や政治家を指している
右派とタカ派のイメージは同一視される場合が多いが、左派においてもハト派・タカ派が存在することはあり得る。たとえば、1960年代以降は暴力革命を否定している日本共産党も、かつては軍事革命路線の所感派（タカ派）と平和革命路線の国際派（ハト派）で分かれていた時代がある。日本共産党は第六回全国協議会で暴力革命を放棄し、一方これを否定して革命にこだわった勢力は新左翼セクトを結成した。
江戸幕府歴代将軍では、鎖国や禁教令を実施した徳川家康や生類憐みの令を実施した徳川綱吉がタカ派的で、大政奉還を実施した徳川慶喜がハト派的だった。
世界に目を転じると、アメリカの共和党は、ジョセフ・マッカーシー、リチャード・ニクソン、ロナルド・レーガン、ジョージ・W・ブッシュ、ドナルド・トランプなどタカ派が多い政党である。共和党政権は、湾岸戦争（ジョージ・H・W・ブッシュ政権）、イラク戦争、アフガン戦争（ジョージ・W・ブッシュ政権）などを主導した。ドナルド・トランプ政権は、化学器使用疑惑に伴うシリアへの空爆や、ソレイマニ将軍殺害作戦などの軍事行動を行っている。
一方、民主党政権も、太平洋戦争開戦（ルーズベルト）、広島・長崎への原子爆弾投下（トルーマン）、リンドン・ジョンソン政権が偽旗作戦的なトンキン湾事件を引き起こしベトナム戦争を泥沼に陥らせる元凶となった他、コソボ紛争（ビル・クリントン政権）やリビア内戦（バラク・オバマ政権）などへの軍事介入を行った。
またソ連においては、スターリン、ブレジネフといった共産主義の原理原則に忠実な政権がタカ派・保守派であり、改革開放を推進したゴルバチョフがハト派的であった。フルシチョフはスターリン批判によってその独裁と恐怖政治を世界に暴露し、非スターリン化を掲げると共に、アメリカ合衆国を中心とする西側陣営と平和共存を図り、軍拡競争を抑制して軍縮を積極的に行うなど内政・外交両面でハト派的な側面がある一方で、ハンガリー動乱に際して軍事介入を行ったり、中華人民共和国・アルバニアなど東側陣営との対立を招いた。
ソ連崩壊後のロシアでは、 第一次チェチェン紛争・ 第二次チェチェン紛争・ 南オセチア紛争・ シリア軍事介入・ ウクライナ侵攻など、ボリス・エリツィン・ウラジーミル・プーチン・ドミートリー・メドヴェージェフ歴代政権がいずれも戦争を主導している。